# Убежище Моррисона

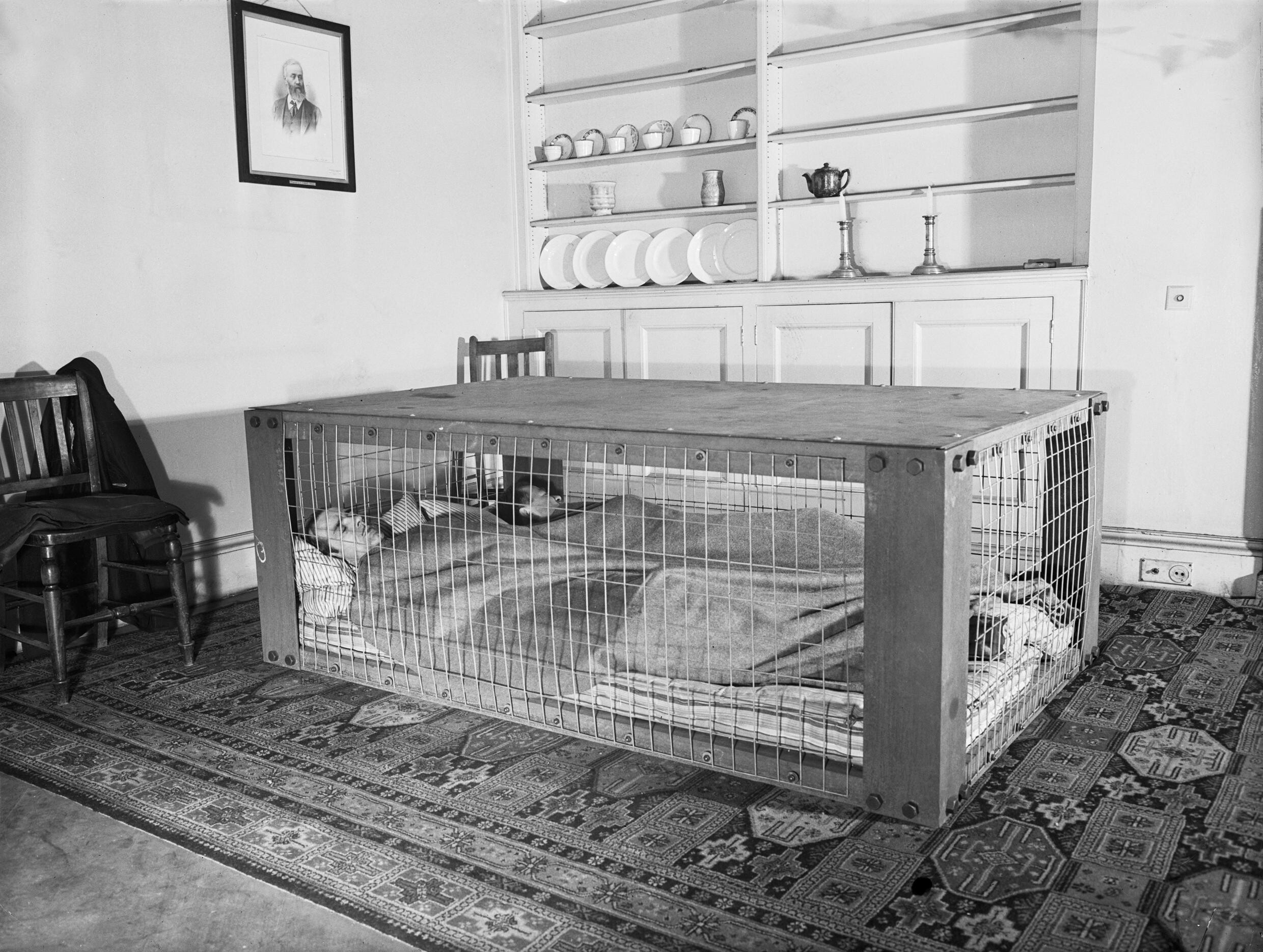
Пара демонстрирует использование Убежища Моррисона

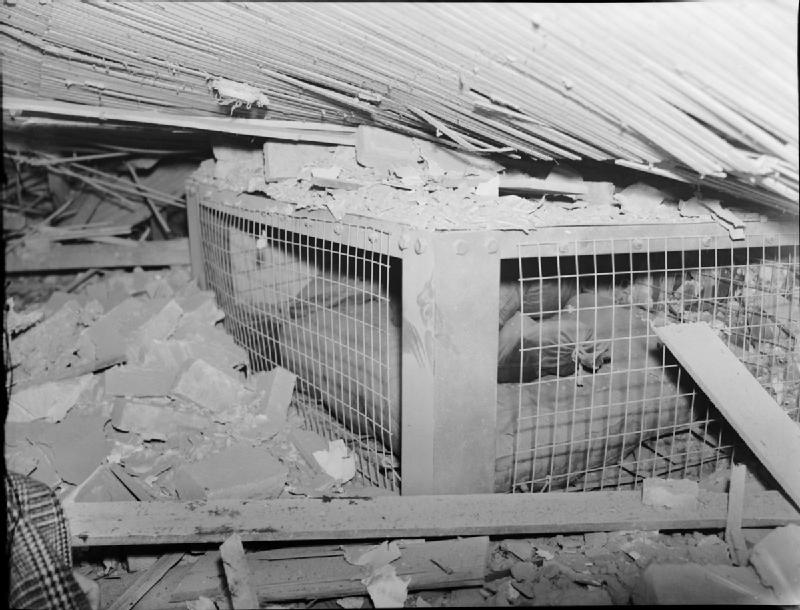
Убежище Моррисона с манекеном в разрушенном доме.

Убежище Моррисона — убежище в виде стола и клетки под ним для использования внутри жилого дома.
Был разработан в Англии Джоном Бейкером и назван в честь Герберта Моррисона — министра безопасности на то время.
Это был результат осознания того, что из-за отсутствия в доме погреба надо было разработать эффективный тип внутреннего укрытия.
Убежище было приблизительно 2 метра в длину, 1,2 метра в ширину и 0,75 метра в высоту; покрыто стальным листом и окружено сварной сеткой по бокам и металлическая сетка матраса напольного типа.
Убежище предоставлялось бесплатно для семей, чей совокупный доход был меньше, чем 400 фунтов стерлингов в год.
Полмиллиона убежищ Моррисона были распространены в конце 1941 года, еще 100 000 в 1943 году с целью подготовки населения к ожидаемым атакам немецких Фау-1.
В обследовании 44 сильно поврежденных домов было установлено, что три человека были убиты, 13 получили серьезные ранения, а 16 получили легкие ранения из 136 человек, которые использовали убежища Моррисона; таким образом 120 из 136 человек из сильно разрушенных домов смогли избежать серьезных травм.
Кроме того, было обнаружено, что один из смертельных случаев произошел в доме, который пострадал от прямого попадания, а некоторые серьезно раненые были в неправильно расположенных укрытиях.